# Torre Ferrana
La Torre Ferrana es una masía fortificada al este de Sobrestany, en la práctica el límite norte del término municipal de Torroella de Montgrí (Bajo Ampurdán). El nombre sirve también para denominar este paraje. El edificio fue construido en la llanura cercana al antigua laguna de Bellcaire a unos 5 m s. n. m. Adosado al más primitivo hay una torre de base cuadrada construida en los siglos XVI o XVII. Su uso como finca agrícola fue abandonado en 1979 en un plan de adquirir solares para urbanizar la zona llevada a cabo por los marqueses de Torroella, los de Robert, que no prosperó. Desde hace pocos años que alberga una casa de colonias.